# Generazione X (programma televisivo)
(L'introduzione al sondaggio gridata da tutto lo studio)
Generazione X è stato un programma televisivo italiano di genere talk show, andato in onda su Italia 1 nella stagione 1995-1996.
La trasmissione, a cura di Fatma Ruffini, andava in onda dal lunedì al venerdì alle 15, a partire dal 2 ottobre 1995 (anche se inizialmente era stata comunicata la data del 25 settembre) fino al 19 luglio 1996, ed era condotta da una giovanissima Ambra Angiolini, alla sua prima esperienza subito dopo il programma che la rese celebre, Non è la Rai, trasmissione che Generazione X andava proprio a sostituire nella fascia d'oraria della seconda rete Mediaset.
Nel cast della trasmissione vi erano Icio De Romedis, Giorgio Vanni e la sua band (I Braccobaldo).
Il programma inizialmente doveva intitolarsi Metropolis ma a seguito di una protesta di Videomusic - che aveva già trasmesso uno show dallo stesso titolo - fu cambiato in Generazione X.
Anche su questo nuovo titolo scoppiò una polemica, da parte di Telemontecarlo, che durante la stessa stagione mandava in onda un omonimo programma, sempre incentrato sul mondo giovanile, condotto da Pierluigi Diaco. Tuttavia questa volta il titolo non fu cambiato poiché, affermò l'ideatrice Fatma Ruffini, esso era ispirato all'omonimo libro di Douglas Coupland e all'uso che sociologi e psicologi fanno dell'espressione per indicare il mondo giovanile dell'epoca, sul quale era incentrato il programma stesso.
Le registrazioni dello show furono effettuate nello Studio 4 di Cologno Monzese ed iniziarono intorno alla metà del settembre 1995. La scenografia appariva molto moderna, ma essenziale: prevalsero le impalcature, le pareti erano nude ed era presente un maxischermo in cui venivano proiettati i contributi video.

## Il programma
Il programma era un talk show in cui Ambra Angiolini - appena diciottenne - si confrontava con un pubblico composto da 200 suoi coetanei (in questo caso anche maschi e non più solo femmine come a Non è la Rai) sugli argomenti più disparati come le mode, l'attualità, ma anche temi più concreti quali la famiglia, la droga (ad una puntata partecipò come ospite il leader del Partito Radicale Marco Pannella), ed il sesso. La trasmissione veniva arricchita da interviste fatte per strada sull'argomento da Icio De Romedis e un dibattito in studio in un momento intitolato The Speaker's Corner in cui i ragazzi potevano esprimere la loro opinione sui vari argomenti trattati. Scopo della puntata era raccogliere i risultati di un sondaggio inerente all'argomento della giornata al quale i ragazzi dovevano rispondere utilizzando un apposito telecomando che permetteva di scegliere tra le quattro opzioni possibili.
Il programma si avvaleva anche di filmati riguardanti video musicali del momento o video di eventi di interesse giovanile e della presenza di ospiti speciali come cantanti o personaggi particolari, tra cui spicca la presenza del sessuologo Maurizio Bossi, al quale i ragazzi potevano rivolgersi per porre questioni di carattere sessuale. Durante questo programma, inoltre, Ambra pubblicizzò il suo secondo album, Angiolini, uscito nel gennaio del 1996, che conteneva la canzone Tu sei, utilizzata come sigla dello show. Generazione X, per la prima parte della stagione  trasmesso in diretta e solo successivamente registrato, veniva realizzato presso lo studio 4 del Centro di Produzione Mediaset di Cologno Monzese; nella settimana concomitante alla messa in onda del 46º Festival di Sanremo andò invece in onda dal cinema Orfeo della città ligure, che normalmente ospitava proiezioni a luci rosse, in quanto Ambra era stata chiamata da Pippo Baudo alla conduzione del Dopofestival di quell'anno.
In occasione del capodanno 1995-1996 venne realizzata una puntata speciale dello show per permettere al pubblico di celebrare insieme ad Ambra l'inizio dell'anno nuovo.
La showgirl tornerà a condurre un programma simile nella stagione televisiva 2001-2002, intitolato L'assemblea, in onda solo il sabato, sempre su Italia 1.

## Ascolti e critica
Il programma è stato al centro delle cronache poiché si trattava della prima esperienza di Ambra, appena terminata l'avventura di Non è la Rai, senza l'aiuto del regista/pigmalione Gianni Boncompagni, con il quale si andò a scontrare con questo nuovo programma nella stessa fascia oraria; Boncompagni era infatti a capo della regia di Casa Castagna, programma condotto da Alberto Castagna in onda su Canale 5 nello stesso orario. La prima puntata di Generazione X fu seguita da quasi un milione e cinquecentomila spettatori, che però calarono notevolmente nelle puntate seguenti per poi risalire dopo qualche settimana; per cercare di aumentarne l'audience, a partire dal 5 febbraio 1996 la popolare trasmissione Colpo di fulmine condotta da Alessia Marcuzzi, che viaggiava intorno al 20% di share, venne spostata alle 14.30, poco prima di Generazione X (che invece si fermava all'11%), per farle da "traino".
La nuova immagine e apparentemente la nuova "identità" della conduttrice - che aveva adottato una pettinatura corta e un look dark da showgirl in carriera - non passò inosservata, tanto da non essere esente da critiche. Uno degli attacchi più duri fu quello lanciato da Roberto D'Agostino che, avendo notato un aumento di peso della presentatrice, scrisse un articolo satirico nei suoi confronti intitolato Generazione XXL; la Angiolini spiegò successivamente che in quel periodo stava soffrendo di bulimia. Il cambio radicale del personaggio di Ambra si notò fin dall'inizio della prima puntata quando, subito dopo la sigla, Ambra si presentò alle telecamere in accappatoio e propose al pubblico il primo sondaggio: «Cosa devo indossare per condurre il programma?». Il 93% dei presenti rispose "niente" e subito dopo partì il coro da stadio "nuda, nuda, nuda".
Da segnalare anche la chiusura di puntata del 4 aprile 1996, giorno in cui, nel palinsesto di Italia 1, era prevista in prima serata la messa in onda del film TV Favola, con protagonista Ambra: la stessa Angiolini, durante la puntata di Generazione X trasmessa quel giorno, dichiarò che si trattava di una brutta fiction e ne sconsigliò la visione.